# Vincent Sherman
Vincent Sherman (* 16. Juli 1906 in Vienna, Georgia; † 18. Juni 2006 in Woodland Hills, Kalifornien) war ein US-amerikanischer Filmregisseur.

## Leben
Vincent Sherman begann seine Karriere 1933 als Schauspieler. Nach einigen Engagements am Broadway kam er im selben Jahr noch nach Hollywood, wo er Rollen unter anderem in dem John-Barrymore-Streifen Der Staranwalt von Manhattan bekam. Nach einigen kleineren Rollen wechselte er gegen Ende des Jahrzehnts hinter die Kamera und drehte ab 1939 für die Gesellschaft Warner Brothers eine Reihe von unprätentiösen B-Movies. Seinen Durchbruch hatte er 1942 mit dem Melodrama The Hard Way, in dem Ida Lupino eine gescheiterte Schauspielerin darstellt, die ihre jüngere Schwester um jeden Preis zum Ruhm führen will. Lupino gewann den Preis der New Yorker Filmkritiker für ihre Darstellung und Vincent Sherman bekam im Folgejahr einen der kompliziertesten und härtesten Aufgaben überhaupt zugewiesen: die Fertigstellung von Old Acquaintance, in dem Bette Davis und Miriam Hopkins befreundete Schriftstellerinnen spielen, die sich wegen eines Mannes streiten. Die Dreharbeiten waren von Beginn an turbulent. Norma Shearer lehnte die Hauptrolle neben Bette Davis ab. Miriam Hopkins übernahm den Part und vom ersten Tag an stritten die Stars sich ohne Unterlass, so dass der erste Regisseur Edmund Goulding einen Herzinfarkt bekam. Andere behaupten, er habe ihn nur vorgetäuscht, um von den Dreharbeiten entbunden zu werden. Sherman schaffte es, den Film zu beenden und Bette Davis war so zufrieden mit dem Ergebnis, dass er im Folgejahr bei ihrer Produktion von Mr. Skeffington die Regie führte.
In den Folgejahren stieg Sherman zu einem der Hausregisseure des Studios auf und vermochte es in seinen Filmen, die oft melodramatischen Wendungen des Drehbuchs in eine klar erzählte Geschichte zu verbinden. Sein heute vielleicht bekanntester Film ist das Melodram Das Leben der Mrs. Skeffington (1942). Des Weiteren drehte Sherman unmittelbar hintereinander mit Joan Crawford drei Filme: Im Solde des Satans, Die Lügnerin (1950) und Goodbye, My Fancy. Die Filme waren allesamt handwerklich perfekt inszenierte Starvehikel, die an der Kinokasse zum Teil sehr erfolgreich waren. Kurze Zeit später verließ Sherman sein Studio und seine Karriere schwand rasch dahin. Bis zu seiner letzten Arbeit als Regisseur Anfang der 1980er-Jahre war er viel im Fernsehen beschäftigt. Shermans letzter Kinofilm war Cervantes – Der Abenteurer des Königs mit Horst Buchholz aus dem Jahre 1967.
In dem Buch People Will Talk des Filmhistorikers John Kobal gab Sherman ein tiefgründiges Interview, in dem er besonders auf die Zusammenarbeit mit zwei so unterschiedlichen Stars wie Joan Crawford und Bette Davis einging. Vincent Sherman verstarb im Jahre 2006, knapp einen Monat vor seinem 100. Geburtstag, in Los Angeles.

## Filmografie (Auswahl)
- 1933: Der Staranwalt von Manhattan (Counsellor at Law) (Darsteller)
- 1938: Schule des Verbrechens (Crime School) (Drehbuch, Dialogregie)
- 1939: Das zweite Leben des Dr. X (The Return of Dr. X)
- 1940: Der Traum vom schöneren Leben (Saturday’s Children)
- 1940: The Man Who Talked Too Much
- 1941: Dem Schicksal vorgegriffen (Flight from Destiny)
- 1941: Underground
- 1942: Agenten der Nacht (All Through the Night)
- 1942: Abenteuer in Panama (Across the Pacific)
- 1943: Das Geständnis einer Frau (The Hard Way)
- 1943: In Freundschaft verbunden (Old Acquaintance)
- 1944: In Our Time
- 1944: Das Leben der Mrs. Skeffington (Mr. Skeffington)
- 1945: Pillow to Post
- 1946: Janie Gets Married
- 1947: Ehebruch (The Unfaithful)
- 1947: Nora Prentiss
- 1948: Die Liebesabenteuer des Don Juan (Adventures of Don Juan)
- 1949: Gezählte Stunden (The Hasty Heart)
- 1950: Gesetzlos (Backfire)
- 1950: Im Solde des Satans (The Damned Don’t Cry)
- 1950: Die Lügnerin (Harriet Craig)
- 1951: Goodbye, My Fancy
- 1952: Mann gegen Mann (Lone Star)
- 1952: Affäre in Trinidad (Affair in Trinidad)
- 1957: Ums nackte Leben (The Garment Jungle)
- 1958: Die nackte Erde (The Naked Earth)
- 1959: Der Mann aus Philadelphia (The Young Philadelphians)
- 1960: Titanen (Ice Palace)
- 1961: Rivalen um die Macht (A Fever in the Blood)
- 1961: Der Stern im Westen (The Second Time Around)
- 1967: Cervantes – Der Abenteurer des Königs (Cervantes)
- 1977: The Last Hurrah (Fernsehfilm)
- 1978: Die Dame des Hauses (Lady of the House) (Fernsehfilm)
- 1979: Women at West Point (Fernsehfilm)
- 1980: Bogie (Fernsehfilm)
- 1980: Die Traumfabrik (The Dream Merchants) (Fernsehfilm)